# Krister Nordin
Hans Krister Nordin, född  25 februari 1968 i Stockholm, är en svensk före detta fotbollsspelare. Nordin förknippas framförallt med AIK för vilka han spelade under större delen av sin karriär och blev svensk mästare 1992 och 1998.

## Biografi
Krister Nordin spelade i IFK Bergshamra och Råsunda IS innan han som ungdomsspelare kom till Djurgården. Han debuterade i Djurgårdens A-lag som 16-åring och spelade i Division 1 för klubben efter degraderingen från allsvenskan 1986. 1990 vann han Svenska cupen med Djurgården. Han gick 1992 över till AIK där han blev svensk mästare under tränaren Tommy Söderberg. När AIK blev svenska mästare 1998 styrde Nordin mittfältet tillsammans med Johan Mjällby, Nordin blev vald till årets mittfältare. 2000 följde övergången till Brøndby där Nordin blev mästare 2002. 
Krister Nordin blev även känd för att alltid spela i kortärmat, oavsett väder. "Nummer 14 tillverkas inte med långa ärmar" hävdade han efter en match i nollgradigt och snöglopp mot Örgryte IS 29 april 2003. 

## Klubbar
- Ekerö IK (2005)
- AIK (2002-04)
- Brøndby IF (2000-02)
- AIK (1992-99)
- Djurgårdens IF (1982-91)
- Råsunda IS (1980-81)
- IFK Bergshamra (1973-79)

## Meriter
- SM-guld: 1992 och 1998 (i AIK)
- SM-final 1989 (i Djurgården)
- Svensk cupmästare: 1990 (i Djurgårdens IF), 1996, 1997 och 1999 (i AIK)
- Dansk ligamästare: 2002 (i Brøndby IF)
- U21-landskamper: 2
- Årets mittfältare i svensk fotboll 1999